# Kajakent-Charatsjojcultuur
De Kajakent-Charatsjojcultuur is een archeologische cultuur van de late bronstijd op het grondgebied van de oostelijke Kaukasus: Dagestan, het oostelijke deel van Tsjetsjenië en Noord-Azerbeidzjan. Oorspronkelijk gedateerd op 1.200-700 v.Chr. werd het door latere archeologen geplaatst in de tweede helft van het 2e millennium v.Chr.
De naam werd In 1940 gegeven door de archeoloog Jevgeni Kroepnov naar aanleiding van onderzoek in de buurt van het dorp Kajakent in Dagestan, waar in 1898 archeologische opgravingen werden uitgevoerd door Vasili Dolbezjev, en Charatsjoj in het district Vedenski van Tsjetsjenië, waar in 1937 opgravingen werden verricht door Andrej Kroeglov. 
Er is een continuiteit zichtbaar met de voorafgaande Gintsjincultuur van Gatyn-Kale uit het derde kwartaal van het 2e millennium v.Chr., terwijl de Kajakent-Charatsjojcultuur later voortgezet wordt in de sites van de Zandakcultuur en de begraafplaats van Moegegran in het Dagestaanse district Magaramkentski. 

## Geschiedenis van het archeologisch onderzoek
Sinds 1935 werd de Kajakent-Charatsjojcultuur bestudeerd door een groep archeologen van de Noord-Kaukasische archeologische expeditie van het Nationaal Historisch Museum te Moskou, en later het Instituut voor Archeologie van de Academie van Wetenschappen van de USSR. Opgravingen werden uitgevoerd onder leiding van Jevgeni Kroepnov. Later werd een monografie vrijgegeven door de leden van de Noord-Kaukasische archeologische expeditie. Het expeditieteam publiceerde in 1963 een speciale collectie over de archeologische sites van de Tsjetsjeens-Ingoesjetische ASSR. Gezien de gebrekkige kennis van de voorgeschiedenis van Tsjetsjenië besteedde de expeditie speciale aandacht aan onderzoek in het oostelijke deel van de Republiek. Het belangrijkste resultaat van deze werken was de vondst van sporen uit het stenen tijdperk, en sites van alle stadia van de bronstijd, de Koera-Araxes, Majkop, Koban en andere culturen die voorheen onbekend waren op het grondgebied van Tsjetsjenië-Ingoesjetië

## Sites
Enkele tientallen sites van de Kajakent-Charatsjojcultuur werden gevonden in Tsjetsjenië, bijvoorbeeld in de buurt van Charatsjoj, Sjali, Serzjen-Joert, Koertsjal, Doeba-Joert, Isjchoj-Joert, Sogoenty (in het dal van de Aksaj), Zandak, Bajtarki (in het dal van de Jaryk-Soe), Belgatoj, Dargo, Goeni, Batsji-Joert, Majrtoep, enige begraafplaatsen aan de Jamal-Soe, aan de rand van het bergdorp Chindoj en andere plaatsen. Aleksander Jessen onderzocht individuele begraafplaatsen met steenkisten in Dagestan in de buurt van de dorpen Novy Tsjirkej, Isj-Karty en Toertsji.

## Materiële cultuur
De materiële cultuur wordt vertegenwoordigd door een groot aantal keramische producten: aardewerken vaten met een breed of langwerpig lichaam, smalle bodem, kegelvormige kommen met een ruwe coating van het lichaam voor het bakken, gedecoreerd met rollers of applicaties, of gladde ornamenten in de vorm van kerstbomen, zigzaggen, driehoeken en verschillende tekeningen. 
Van de metaalproducten zijn er gesteelde bronzen dolken, gespen en armbanden. De sieraden worden vertegenwoordigd door slaapornamenten en -hangers, doppen van hoofdtooien, verschillende sieraden van antimoon, houders voor sikkels, en hangers van stenen, glas en schelpen. 
De nederzettingen bestaan uit veelkamerige gebouwen van klei op een stenen fundament. Een aantal van de veel voorkomende  rotstekeningen in Dagestan worden geassocieerd met de cultuur. De basis van de economie van cultuur was landbouw en veeteelt. 

## Graven
In het gebied van de Kajakent-Charatsjojcultuur komen begraafplaatsen voor met een duidelijke ordening van begrafenissen, gedomineerd door steenkisten die strikt in lijn zijn geplaatst. Er zijn stenen stelen en omheiningen, en grafputten bekleed met stenen. In de graven lagen de doden in de regel in een opgekrulde houding, mannen op de rechterzij en vrouwen op de linkerzij. De hoofden van de begraven ware naar het zuiden gericht. Gepaarde begrafenissen zijn zeldzaam, evenals begrafenissen in een gehurkte positie in de hoek van de kist. Vaak werd in de graven een bescheiden aantal grafgiften en dierenbotten gevonden.